# 117640 Millsellie
117640 Millsellie este o planetă minoră (asteroid) din centura de asteroizi. A fost descoperită pe 9 martie 2005 la Mount Lemmon⁠(d) de Mount Lemmon Survey⁠(d). 
Obiectul prezintă o orbită caracterizată de o semiaxă mare de 2,195954369823 UAi, o excentricitate de 0,15, o înclinație de 5,4 ° în raport cu ecliptica.